# Pionus tumultuosus
El loro tumultuoso, cabeza de ciruela o loro rosado (Pionus tumultuosus) es una especie de loro del bosque húmedo de los Andes, entre los 2 000 y 2 800 metros de altitud, desde Colombia, a través de Ecuador y Perú, hasta Bolivia.

## Descripción
Mide 27 a 29 cm de longitud y pesa en promedio 250 g. La corona, la frente, las mejillas, la barbilla y la base de la cola son de color rojo rosa, con puntos blancos en la cara; el cuello y la nuca son de color violeta negruzco; el plumaje del cuerpo es verde.

## Taxonomía
Algunos expertos consideran que la cotorra cabeciblanca (Pionus seniloides) de Venezuela y el norte de Colombia, es una subespecie P. t. seniloides, del loro tumultuoso, que se diferencia externamente por el color de la cabeza.  A veces se divide en dos especies, en cuyo caso la del sur, Pionus tumultuosus, conserva el nombre común  de loro tumultuoso o cabeza de ciruela, mientras que el norte de Pionus seniloides como cotora o loro de cabeza blanca. Los dos fueron descritos como especies separadas, son morfológicamente distintos, y no hay evidencia de intergradación, pero esto en sí mismo no es notable, ya que su distribución los separa por una distancia de aproximadamente 150 km.